# 들신경섬유
들신경섬유(afferent nerve fiber) 또는 구심 신경 섬유 또는 구심성 신경 섬유는 감각 수용기에서 뇌의 영역까지 감각 정보를 전달하는 감각 신경에 의해 전달되는 축삭(신경 섬유)이다. 들신경섬유는 각각 특정 뇌 영역에 도달한다. 날신경섬유는 날신경(근육에 연결된 경우 운동신경)에 의해 운반되며, 뇌의 영역을 빠져나와 근육과 땀샘으로 가서 작용한다.
말초신경계에서 들신경섬유와 날신경섬유는 몸신경계통의 일부이며 척수 바깥에서 발생한다. 감각 신경은 들신경섬유를 포함하며 척수로 들어가고 운동신경은 날신경섬유를 척수 밖으로 운반하여 골격근에 분포한다.
중추신경계에서 운동신경으로 운반되지 않는 날신경섬유는 날신경을 통해 운반되어 분비샘에 작용한다.

## 구조

신경계의 구성 - 운동 및 감각 신경계

들신경은 세포체에서 나간 하나의 돌기가 두 개의 가지로 나뉘는 거짓홑극신경세포이다. 두 가지 중 긴 쪽은 감각 장기로, 짧은 쪽은 척수와 같은 중추신경계로 향한다. 이들 세포는 일반적인 뉴런과 유사한 감각 들신경 가지돌기를 가지고 있다. 그들은 말초 신경계의 신경절에 위치한 부드럽고 둥근 모양인 세포체를 가지고 있다. 척수 바로 바깥쪽에는 수천 개의 들신경세포의 세포체가 배근 신경절로 알려진 척수신경 뒤뿌리에 모여 있다.
들신경섬유를 포함한 뒤뿌리의 모든 축삭 돌기는 몸감각 정보의 전달에 사용된다. 몸감각 수용체에는 통증, 촉각, 온도, 가려움, 신장(stretch)과 같은 감각이 포함된다. 예를 들어, 방추속근육섬유(intrafusal muscle fiber)라고 하는 특정 근섬유는 방추바깥근육섬유와 평행하게 놓여 있는 일종의 들신경세포이므로 근육 길이를 감지하여 신장 수용체로 기능한다.
이러한 모든 감각은 일반적인 경로를 따라 뇌를 향해 이동한다. 일반적인 경로 중 하나인 뒤섬유기둥-안쪽섬유띠로(dorsal column-medial lemniscus pathway)는 말초에서 감각이 배근 신경절의 들신경섬유(일차 뉴런)에서 시작하여 척수를 통해 뇌줄기의 뒤섬유기둥핵(이차 뉴런)으로 보내지며 시작된다. 이차 뉴런은 숨뇌에서 교차(decussate)한 후 안쪽섬유띠를 통해 시상의 삼차 뉴런으로 향한다. 삼차 뉴런의 축삭은 두정엽의 일차몸감각겉질에서 끝난다.

### 유형
들신경섬유의 종류에는 일반몸들신경섬유(GSA), 일반내장들신경섬유(GVA), 특수몸들신경섬유(SSA), 특수내장들신경섬유(SVA)가 있다.
이런 구분과는 다르게, 감각계에서 들신경섬유는 분포하는 곳이 피부인지, 근육인지나 크기별로 분류될 수 있다.
| 미엘린 | 직경 (μm) | 속도 (m/s) | 근육에서 | 피부에서 | 수용체                                          |
| ------ | --------- | ---------- | -------- | -------- | ----------------------------------------------- |
| 두꺼움 | 12-20     | 72-120     | I        | Aα       | 고유수용기(근방추, 골지힘줄기관)                |
| 중간   | 6-12      | 35-75      | II       | Aβ       | 메르켈신경종말, 촉각 소체, 층상 소체, 구상 소체 |
| 얇음   | 1-6       | 4-36       | III      | Aδ       | 자유신경종말                                    |
| 없음   | 0.2-1.5   | 0.4-2.0    | IV       | C        | 자유신경종말                                    |

## 기능
신경계에는 감각, 결정, 반응의 '닫힌 루프(closed loop)' 시스템이 있다. 이 과정은 감각 신경 세포, 연합 신경 세포, 운동 신경 세포의 활동을 통해 일어난다. 예를 들어, 무언가 닿았거나 통증이 자극으로 주어지면 자극에 대한 정보가 들신경 경로를 통해 뇌로 이동한 후에만 뇌에 감각 정보가 생성된다.

## 어원과 기억술
Afferent는 '실어 나르다'라는 의미의 라틴어 분사 afferentem에서 파생된 용어이다. (af- = ad-: ~로 + ferre: 나르다) 들신경섬유와 날신경섬유 사이의 관계를 기억하기 위한 쉬운 기억술로서, Afferent는 Arrive로, Efferent는 Exit로 대응하여 기억할 수 있다.

## 같이 보기
- 자율신경계통
- 감각신경 (sensory nerve)
- 운동 신경 (motor nerve)
- 날신경섬유 (efferent nerve fiber)
- 감각 신경세포 (sensory neuron)
- 운동 신경세포 (motor neuron)